# Берклавс, Эдуард Карлович
Эдуард Бе́рклавс (латыш. Eduards Berklavs, в советских документах Эдуард Карлович Берклав) — советский и латвийский государственный и политический деятель.

## Биография
Родился в 1914 году в деревне Бирзниеки Иванденской волости Гольдингенского уезда Курляндской губернии (ныне Кулдигский край, Латвия).
С 1930 года — пастух, ученик наборщика в типографии, рабочий в частных мастерских города Риги. После присоединения Латвии к СССР — участник Великой Отечественной войны, секретарь ЦК ЛКСМ Латвии (с мая 1946 года по июнь 1948 — первый секретарь). В 1951 году окончил Высшую партийную школу при ЦК КПСС, позднее — первый секретарь Рижского горкома КП Латвии, заместитель Председателя Совета Министров Латвийской ССР. Избирался депутатом Верховного Совета Латвийской ССР 2-го созыва, Верховного Совета СССР 5-го созыва.
В 1959 году, в ходе «большой чистки» национальных кадров был снят с руководящей работы и выслан во Владимир, где жил до 1968 года, работал начальником областной конторы кинопроката.
По возвращении в Латвию работал на Рижском электромашиностроительном заводе. В 1971 году составил «Письмо 17 латышских коммунистов», критикующее политику Коммунистической партии в Латвии и получившее широкий резонанс на Западе. В период «Поющей революции» активно участвовал в общественно-политических процессах в республике, основал Движение за национальную независимость Латвии, работал в правлении Народного фронта, был делегатом Конгресса граждан. В 1990 году был избран в Верховный Совет Латвийской Республики, а в 1993 году — в 5-й Сейм.
Награждён орденом Трёх звёзд 3 и 4 степеней и памятным знаком участника баррикад 1991 года.
Умер в Риге в 2004 году.

## Сочинения, публицистка, мемуары и научные работы
- Eduards Berklavs. Zināt un neaizmirst, Volume 1. Preses Nams, 1998 - Latvia - 454 pages
- Eduards Berklavs. Zināt un neaizmirst, Volume 2. Preses Nams, 2006 - Latvia
- Eduards Berklavs' '. 1998, 2011, Riga, Eraksti 2011, ISBN 9984-794-35-0, 285 lp.